# Erik Schia
Erik Schia, född 3 december 1946, död 24 oktober 1993 i Oslo i Norge, var en norsk arkeolog. Han var under ett antal år ledare för utgrävningar i Gamlebyen i Oslo.
Erik Schia hade en magisterexamen i arkeologi. Från 1975 till sin bortgång 1993 i en arbetsplatsolycka var han chef för Riksantikvarens utgrävningskontor i Oslo.
Han skrev ett antal publikationer om medeltidens Oslo och var en viktig opinionsbildare för att få till stånd utgrävningar av Medeltidsstaden i Oslo.
| ”                                       | Det er nå vi har sjansen til å gjøre dette området til en attraksjon ikke bare for Oslos egne innbyggere, men for mange flere. La dette bli vår tids gave til byens 1000-årsjubileum. Som vi har sett tidligere i denne boka, kjenner vi ikke noe eksakt år for byens grunnleggelse. Fremveksten og den videre utviklingen av byen var en langsom prosess, men siden den første bymessige bebyggelsen innerst i Viken kan dateres til årene omkring år 1000, vil det ikke være urimelig om vi feirer byens tusenårsjubileum i år 2000. | „ |
| – Från sida 211 av Oslo Innerst i Viken | |   |

År 2011 döptes platsen vid uppfarten till Geitabru i Gamlebyen i Oslo, nära ruinen till Clemenskirken, döpt till Erik Schias plass.